# Václav Vacek (kněz)
Václav Vacek (* 11. srpna 1946 Dolní Čermná) je římskokatolický kněz, emeritní farář v Letohradě.

## Život
Narodil se v Dolní Čermné u Letohradu v rodině účetního a švadleny jako prostřední ze tří dětí. Jeho otec byl politický vězeň nacistického i komunistického režimu.
Vyučil se nástrojařem. Po maturitě začal při zaměstnání studovat strojní fakultu na ČVUT. Posléze studoval na CMBF v Litoměřicích. Na kněze byl vysvěcen v roce 1975, poté působil ve farnostech královéhradecké diecéze. Jako kaplan a administrátor působil v Jičíně, Náchodě, České Třebové, Pardubicích, Lipolticích, Hněvčevsi, Chlumci nad Cidlinou a Písečné.
Před rokem 1989 byl součástí církevního disentu, podílel se v něm na vydávání samizdatu, byl členem sboru poradců kardinála Františka Tomáška. Velký význam ve svém životě přikládá setkáním s osobnostmi podzemní církve, mezi které patřili Josef Zvěřina, Oto Mádr, Jiří Reinsberg.
Od roku 1990 do roku 2019 byl farářem v Letohradě. Na konci července 2019 odešel na vlastní žádost do výslužby. Byl členem kněžské a pastorační rady Královéhradecké diecéze.

## Názory
V roce 2013 se Vacek stal autorem petice určené papeži Františkovi, v níž jej prosí o setkání se slovenským arcibiskupem Róbertem Bezákem a o přešetření důvodů jeho odvolání. Téhož roku veřejně vyjádřil svou solidaritu s Bezákem také na velehradské pouti, kde spolu s dalšími lidmi rozvinuli transparent s fotografií papeže a nápisem „Róbert Bezák ???“.

## Dílo

### Monografie
- VACEK, Václav. Pozvání k Večeři Páně. Praha: Vyšehrad, 2008. ISBN 978-80-7021-919-5.
- VACEK, Václav; BERÁNEK, Josef. Měl jsem štěstí na lidi. Praha: Vyšehrad, 2014. ISBN 978-80-7429-393-1.
- VACEK, Václav. Pozvání k Večeři Páně. 2. vyd. Praha: Vyšehrad, 2008. ISBN 978-80-7429-731-1.

### Dostupné přednášky
- VACEK, Václav. Může nemocná církev léčit nemocnou společnost? In: Youtube [online]. SaVIO [Salesiánské vzdělávací a inspirativní okruhy], publik. 27. 9. 2013 [cit. 28. 9. 2016]. [Původní přednáška: Salesiánské středisko mládeže v Brně-Líšni 24. září 2013.] Délka 1.51:12 hod. Dostupné z: https://www.youtube.com/watch?v=ccEX4ES9T08
- VACEK, Václav. Nejčastější chyby ve vztazích. In: Youtube [online]. Publik. 11. 2. 2016 [cit. 28. 9. 2016]. Délka 1.54:32 hod. [Původní přednáška]: Městská knihovna Ústí nad Orlicí 9. 2. 2016. Dostupné z: https://www.youtube.com/watch?v=GLlURp9U9Fo
- VACEK, Václav. Šťastně až do smrti? Není to jen pohádka? Jak mít vztah, který vydrží. In: Youtube [online]. Publik. 19. 2. 2015 [cit. 28. 9. 2016]. Délka 1.44:53 hod. [Původní přednáška]: Městská knihovna Ústí nad Orlicí 9. 2. 2015.] Dostupné z: https://www.youtube.com/watch?v=yYSHcfL6hN8
- VACEK, Václav. Jsou západní, křesťanské hodnoty v troskách? In: Youtube. Publik. 4.11.2016. Původní přednáška Knihovna Václava Havla 29.9.2016. Dostupné z: https://www.youtube.com/watch? v=QAB8gXyQ7pg